# Chrysopa facialis
Chrysopa facialis is een insect uit de familie van de gaasvliegen (Chrysopidae), die tot de orde netvleugeligen (Neuroptera) behoort. 
Chrysopa facialis is voor het eerst wetenschappelijk beschreven door Navás in 1927.